# Sonety wedyckie
Sonety wedyckie – cykl siedmiu sonetów Antoniego Langego napisany i wydany w 1887 w Paryżu. Tytuł nawiązuje do wczesnego hinduizmu Ariów, określanego mianem wedyzmu.
Każdy kolejny sonet przedstawia określony stan egzystencji człowieka pnącego się ku doskonałości drogą reinkarnacji. Cykl rozpoczyna wizja człowieka nieświadomego, ograniczonego do swojego biologizmu - kończy zaś opis świadomości, w której jednostka oddaje się duchowej radości oraz miłości, roztapiając się w Nirwanie. Pod tym względem na Sonety wedyckie można patrzeć w kategoriach spójnego poematu; są one bowiem swoistym poetyckim zapisem całej drogi, jaką przemierza istnienie chcące osiągnąć idealny stan wyzwolenia.
- Rupa (stan kamienny),
- Jiv-Atma (stan roślinny),
- Linga-Sharira (stan gwiaździsty),
- Kama-Rupa (Anima bruta),
- Manas (duch ludzki),
- Buddhi (Anima spiritualis),
- Atma (duch boży)